# کلوکووشچزنا
کلوکووشچزنا (به لهستانی:  Klukowszczyzna) یک روستا در لهستان است که در گمینا لشنا پودلاسکا واقع شده‌است.